# Schall und Rauch
Schall und Rauch is een Duits literair cabaret, opgericht in 1901 in Berlijn.

## Ontstaan
Het eerste Schall und Rauch ontstond in 1901 in Berlijn rond een club jonge acteurs die zich “Die Brille” noemden. Max Reinhardt (die later beroemd werd als regisseur) was een van hen. In geïmproviseerde korte scènes parodieerden zijn hun dagelijks werk. Op oudejaarsavond 1900 ensceneerde de kunstenaarsgroep een "Jahrhundertwende-Weihenachtsspiel" dat door de gasten zo goed ontvangen werd, dat het op 23 januari 1901 in een openbare voorstelling in het Kunstlerhaus in Berlijn herhaald werd. Vervolgens werden op onregelmatige tijdstippen meer voorstelling gegeven.

## Repertoire
De glansstukken waren parodieën op Schillers “Don Carlos”. Ook pleegden ze politieke satire, maar de ruggengraat van het programma was de dramatische parodie. Liedvoordrachten en recitaties werden erin gebracht als concessie aan de heersende smaak. Naast Max Reinhardt zelf werkten onder andere Friedrich Kayssler, Martin Zickel, Else Heims en Richard Vallentin aan het programma mee.
In het Kunstlerhaus in Berlijn gaven zij hun voorstellingen voor een publiek met verstand van theater en literatuur, dat de satires en parodieën goed kon plaatsen en begrijpen.
Na een aantal uitvoeringen in het Kunstlerhaus aan de Bellevuestaße, kreeg het cabaret in oktober 1901 een reguliere plek in een zaal van het Viktoria Hotel Unter den Linden. Het tot dan toe geboden repertoire verloor zijn voedingsbodem doordat een ander publiek aangesproken werd. Reinhardt ging zich daarom steeds meer richten op drama. Al in het seizoen 1902/1903 bestond het programma nog uitsluitend uit drama. 
Met zijn ensceneringen van Wildes “Salome”, Hofmanthals “Elektra” en Gorkis “Nachtasyl” vestigde hij zijn naam als regisseur.

## Het tweede Schall und Rauch
In 1919 opende regisseur Max Reinhardt zijn grote Schaupielhaus. In de kelder werd met zijn ondersteuning een cabaret opgericht dat opnieuw Schall und Rauch genoemd werd. (Het eerste Schall und Rauch had het niet langer dan 1 seizoen volgehouden.)
Dit tweede Schall und Rauch werd duidelijk bekender; er debuteerden veel van de latere grote bekende namen, zoals Kurt Tucholsky, Walter Mehring, Mischa Spoliansky, Joachim Ringelnatz, Gussy Holl en Blandine Ebinger. Het openingsprogramma omvatte een film, gedichten, literaire parodie, chansons en als 'hoogtepunt' van de avond een poppenspel met een parodie op de voorstelling die "boven" in het Schauspielhaus werd gespeeld.
Hoewel het grootste deel van de voorstellingen als amusement bedoeld was, waren aanzetten tot politieke satire overduidelijk aanwezig. Daarin, en in de literaire ambitie, ligt de verdienste van dit tweede Schall und Rauch. In 1920 nam Hans von Wolzogen de zaak over; hij wist het niveau te behouden tot het in 1921 een paar keer van leiding wisselde. Midden jaren 20 eindigde het als biercabaret.

## Repertoire van toen anno nu
Het repertoire uit die tijd staat nog steeds in de belangstelling. Op de compact disc "Bei uns um die Gedächtniskirche rum..." zijn in 1996 originele opnames uit de jaren twintig opnieuw uitgebracht. Hierop zijn onder andere Blandine Ebinger, Lotte Lenya en Marlene Dietrich te horen. Ute Lemper is op dit moment een van de bekendste vertolkers van dit repertoire. In Patricia Beysens' voorstelling Spötterdämmerung is onder meer werk te horen van Friedrich Hollaender.